# Шерстобитов, Евгений Фирсович
Евгений Фирсович Шерстобитов (19 июня 1928, Верхнеудинск, Бурят-Монгольская АССР — 20 октября 2008, Киев) — советский и украинский кинорежиссёр, сценарист и писатель. Заслуженный деятель искусств Украинской ССР (1978).

## Биография
Сын красного комиссара, погибшего от рук белогвардейцев.
С 1932 года жил с семьёй в Риге, к 1939 году переехал в Москву.
Окончил режиссёрский факультет ВГИКа (1960, мастерская Михаила Ромма). Его однокурсниками были Василий Шукшин и Андрей Тарковский.
Работал на киностудии «Узбекфильм» и Центральном телевидении, снимая концертные программы, однако до большого экрана его не допускали. В 1963 году институтский приятель Юрий Чулюкин предложил ему поставить детский фильм по собственному сценарию («Юнга со шхуны „Колумб“»). Съёмки проходили в Киеве. На съёмочной площадке Шерстобитов познакомился с будущей женой — Жемой Степановной Чайкой, принимавшей участие во многих картинах мужа в качестве ассистента, второго режиссёра, режиссёра по работе с актёрами, а также сыгравшей ряд эпизодических ролей.
Евгений Фирсович продолжил работу на киностудии имени А. Довженко, которой впоследствии отдал 25 лет. Работал в жанрах детского и приключенческого кино. Написал сценарии к большинству своих картин. Основой фильма «Акваланги на дне» послужила собственная одноимённая повесть. Кроме того, был автором ряда документальных лент.
Член КПСС с 1955 года. Много времени уделял общественной деятельности. В частности, организовывал кинопоказы для жителей украинских селений. С этой целью был арендован теплоход, кают-компания которого была переоборудована под кинозал. Активно участвовал в помощи школам-интернатам для детей-сирот и детей, лишенных родительской опеки.
Последние две картины, в начале 90-х, в жанре боевика, были сняты на частные средства, так как, по словам режиссёра, к тому времени государство перестало выделять деньги на детское кино.
После того, как СССР прекратил своё существование, ушёл из профессии. Выступал с резкой критикой реформаторов, в частности, Егора Гайдара, которого назвал «самым главным Плохишом», «перечеркнувшим подвиг деда» (которого, в свою очередь, считал выдающимся писателем и своим основным ориентиром в творчестве).
В последние годы жил в Киеве. Скончался на 81-м году жизни 20 октября 2008 года в Киеве. Похоронен в Киеве, на кладбище Лесное.
Дети — Оксана и Евгений Шерстобитовы.

## Фильмография

### Режиссёр
- 1963 — Юнга со шхуны «Колумб»
- 1964 — Сказка о Мальчише-Кибальчише
- 1965 — Акваланги на дне
- 1967 — Туманность Андромеды (часть 1 — «Пленники железной звезды»)
- 1969 — Сокровища пылающих скал
- 1970 — В тридевятом царстве…
- 1972 — Только ты
- 1974 — Поцелуй Чаниты
- 1976 — Я больше не буду
- 1976 — Не плачь, девчонка
- 1977 — Тачанка с юга
- 1979 — Мятежный «Орионъ»
- 1980 — Берём всё на себя
- 1983 — На вес золота
- 1986 — Нас водила молодость...
- 1987 — Сказка о громком барабане
- 1990 — Проект «Альфа»
- 1992 — Прорыв

### Сценарист
- 1964 — Сказка о Мальчише-Кибальчише
- 1965 — Акваланги на дне
- 1967 — Туманность Андромеды (часть 1 — «Пленники железной звезды»)
- 1969 — Сокровища пылающих скал
- 1972 — Только ты
- 1974 — Поцелуй Чаниты
- 1976 — Не плачь, девчонка
- 1980 — Берём всё на себя
- 1986 — На острие меча
- 1987 — Сказка о громком барабане
- 1990 — Проект «Альфа»
- 1992 — Прорыв

## Призы и награды
- Лауреат премии Ленинского комсомола Украины имени Н. А. Островского (1966).